# Міжвидова вагітність
Міжвидова вагітність (букв. вагітність між видами або ксеновагітність) — це вагітність тварин, при якій ембріон або зародок і вагітна особина належать до різних біологічних видів. Міжвидова вагітність не включає ситуацію, коли зародок є гібридом вагітної особини та особини іншого виду. Міжвидову вагітність також слід відрізняти від ендопаразитизму, при якому зародок паразита росте всередині організму особини іншого виду, але не обов'язково всередині матки.
В природі не виникає обставин для міжвидової вагітності, але вони можуть бути створені штучно, коли ембріон одного виду вміщується у матку самиці іншого виду.

## Можливі застосування
Міжвидова вагітність є цінним інструментом у програмах збереження зникаючих видів тварин та відновлення таких видів у зоопарках і розплідниках, а також відродження вже зниклих видів.
Потенційні можливості включають можливість виношування людських зародків свинями. Це розглядають як, хоча і етично суперечливу, але альтернативу сурогатному материнству та створенню штучної матки, що дозволить мати дітей жінкам з хворобами, несумісними з вагітністю, та гей-сім'ям. Міжвидова вагітність надає тверезого носія, що не палить і не вживає наркотики й алкоголь.

## Перешкоди
Імунологічно ембріон при міжвидовій вагітності є скоріше ксенотканиною, ніж аллотканиною, що накладає жорсткіші вимоги до плацентарної імунної толерантності. Деякі досліди на мишах показують дисбаланс між Th1 і Th2 хелперних клітин з переважанням Th1 цитокінів. Однак інші досліди на мишах показують, що імунна відповідь на ембріони чужого виду не відбувається за одним із класичних механізмів за участю цитотоксичних T-лімфоцитів або природних кілерів (NK-клітин).
Міжвидова сумісність пов'язана з типом плацентації. Самки видів з більш активною гемохоріальною плацентою (наприклад, примати, включаючи людей) змушені мати більш сильні механізми регуляції імунної відповіді з боку материнського організму, і тому вони більш толерантні до ембріонів інших видів, порівняно з самками видів з ендотеліальнохоріальним типом плаценти (кішки і собаки) або з епітеліохоріальним типом плаценти (свині, корови, коні, китоподібні), у яких немає контакту материнської крові з хоріоном ембріона.
Ще одна потенційна небезпека — несумісність систем живлення та інших допоміжних систем. Важливо відзначити, що є ризик невірної взаємодії між трофобластом плода і ендометрієм вагітної.. Наприклад, оптимально, якщо моделі глікозилювання на межі між вагітною і плодом у двох видів схожі.Крім того, для деяких сполучень видів, таких як ембріон верблюда-бактріана всередині дромадера, вагітність може бути доношена до кінця без додаткових втручань, крім самої пересадки ембріона. Це також можливо для ембріона гаура всередині корови, але виникає жорстке обмеження внутрішньоматкового зростання, причому неясно, наскільки воно викликане самою процедурою ЕКЗ, а в якій мірі міжвидовою несумісністю.
Здатність одних видів виживати в утробі інших часто виявляється односпрямованою, тобто вагітність не обов'язково буде успішною, якщо ембріон другого виду помістити всередину особини першого виду. Наприклад, ембріон коня виживає всередині ослиці, але ослиний ембріон гине в утробі кобилиці без спеціальної гормональної обробки. Ембріон оленячого хом'ячка виживає в утробі білоногої миші, але протилежна пересадка виявляється невдалою.

## Методики ініціалізації міжвидової вагітності

### Подолання відторгнення

Бластоциста з внутрішньою клітинною масою (позначена зеленим), що стане ембріоном. Шар клітин трофобласта, який може бути замінений клітинами трофобласта особини іншого виду, відзначений ліловим

Серед методів штучного стимулювання плацентарної імунної толерантності до ембріону чужого виду є метод одночасного введення компонента звичайної внутрішньовидової вагітності. Наприклад, ембріони піренейського козла відторгаються, якщо імплантувати їх в матку кози, але якщо помістити їх туди разом з ембріоном кози, вони можуть розвиватися там до повного строку. Ця ж методика була застосована для того, щоб виростити ембріони панди у кішці, але кішка-мати померла від пневмонії до завершення терміну вагітності (21 день після введення ембріона у матку). Також відомо, що ембріон миші Рюкю (Mus caroli) виживає протягом повного терміну вагітності всередині хатньої миші (Mus musculus) тільки якщо його оточити трофобластними клітинами від самої хатньої миші. Для цього внутрішня клітинна маса бластоцисти відокремлюється від власних клітин трофобласта методом імунохірургії. У цьому методі бластоциста атакується налаштованими проти неї антитілами. Оскільки тільки зовнішній шар, що складається з клітин трофобласта, контактує з антитілами, то тільки ці клітини гинуть при подальшому контакті з системою комплементу. Решту внутрішньої клітиної маси донорського виду пересаджують у порожнину бластоцисти виду-реципієнта для оточення її потрібними трофобластними клітинами реципієнтного виду. У теорії вважається, що алогенний компонент (компонент свого виду) перешкоджає лімфоцитам материнського організма виробництво цитотоксичних антитіл, які спрямовані проти ембріону. Проте цей механізм залишається нез'ясованим.
Ослаблення імунітету за допомогою циклоспорину виявилося неефективним для підтримки міжвидової вагітності. Передтрансплантаційна імунізація реципієнта донорськими антигенами прискорила й посилила відторгнення ембріона чужого виду в дослідах на мишах, але збільшила виживаність ембріонів у дослідах з кіньми і ослицями.

### Створення ембріона
Ембріони можуть бути створені екстракорпоральним заплідненням (ЕКЗ) з гамет донорського виду. Вони також можуть бути створені методом пересадки ядра соматичної клітини (клонуванням) в яйцеклітину особини іншого виду, що дає клонований ембріон, який розміщується в особині третього виду. Ця методика була застосована у згадуваному вище досвіді з ембріонами панди у кішці. У цьому досліді брали ядро з клітки абдомінальних м'язів великої панди і поміщали в яйцеклітину кролиці. Оброблені таким чином яйцеклітини поміщали у кішку разом з ембріонами кішки. Одночасне використання клонування і міжвидової вагітності обговорюється як спосіб відродження мамутів на основі генетичного матеріалу, збереженого у вічній мерзлоті. При цьому передбачається використовувати яйцеклітини слонових і самих слонів.